# 산요도

산요도의 위치

산요도(일본어: 山陽道,  문화어: 상요도)는 일본의 고키시치도 중 하나다.

## 구니 목록
혼슈의 세토 내해 연안 지역에 해당하며 다음과 같은 구니가 설치되었다.
- 하리마국(播磨国)
- 미마사카국(美作国) - 713년 비젠국에서 분리.
- 비젠국(備前国)
- 빗추국(備中国)
- 빈고국(備後国)
- 아키국(安芸国)
- 스오국(周防国)
- 나가토국(長門国)

## 같이 보기
- 산요 지방
- 산요 본선
- 산요 신칸센
- 산요 전기 철도
- 산요오노다시